# Wapen van Vallei en Eem

Wapen van het waterschap Vallei en Eem

Het wapen van Vallei en Eem werd op 12 juni 1997 per koninklijk besluit aan het waterschap Vallei en Eem verleend. Het waterschap lag in de provincies Gelderland en Utrecht. In 2013 is het waterschap met het waterschap Veluwe opgegaan in het waterschap Vallei en Veluwe. Hiermee verviel het wapen van Vallei en Eem.

## Blazoenering
De blazoenering luidde als volgt:
Verdeeld door de omgekeerde gaffelsnede; rechts in keel een kruis van zilver, links in azuur een mispelbloem van zilver, van onderen in sinopel een golvende dwarsbalk van zilver. Het schild gedekt met een gouden kroon met vijf bladeren.
Het wapen van Vallei en Eem is gedeeld in drie stukken, het linker stuk, het rechter stuk en het onderste stuk. In de heraldiek is het linker deel het rechter deel en het rechter gedeelte de linker. Het meest linkse stuk bevat een kruis van wit met daarom heen rood. Het rechterdeel een mispelboem van zilver met daarom heen een blauw veld. het onderste gedeelte een  golvende dwarsbalk van zilver met daaromheen een groen vlak. Ten slotte de kroon op het schild is een Markiezenkroon.

## Symboliek
Omdat het waterschap in twee provinciën ligt, is er met het zilveren kruis een verwijzing gemaakt naar de provincie Utrecht en met de mispelboem een verwijzing gemaakt naar de provincie Gelderland. Het voetstuk laat zien dat het om een waterschapswapen gaat.

## Vergelijkbare wapens

Het wapen van Noord-Veluwe
Het wapen van Het Heemraadschap De rivier de Eem, beken en aankleve van dien
Het wapen van Winsumer- en Schaphalsterzijlvest